# Carel Kuyl
Carel Kuyl (1952) is een Nederlands televisiejournalist en omroepbestuurder.
Kuyl begon z'n omroeploopbaan begin jaren tachtig bij het discussieprogramma Het Capitool en de buitenlandrubriek Panoramiek van de NOS. Hij was buitenlandverslaggever en maakte documentaires. Hij was initiator van een groot aantal nieuwe programma's en formats, zoals NOS Laat, NOVA en Zembla (NPS/VARA), Het Uur van de Wolf, De Eetfabriek en Zaal Hollandia. 
In 1996 werd hij hoofd documentaires en later programmadirecteur van de NPS. In 2003 werd hij hoofdredacteur van NOVA. In april 2008 werd hij tevens hoofd informatieve programma's van de NPS. Hij legde deze functies neer toen hij in 2012 mediadirecteur bij de NTR werd. In 2017 ging hij met pensioen en werd opgevolgd door Willemijn Francissen.